# أليساندرو فيرارا
أليساندرو فيرارا (بالإيطالية: Alessandro Ferrara)‏ هو فيلسوف إيطالي، ولد في 1953 في ترييستي في إيطاليا.